# Trion (quasipartícula)
Em física, tríon é uma excitação localizada que consiste em três quasipartículas carregadas. Um tríon negativo consiste de dois elétrons e um buraco, enquanto um tríon positivo consiste em dois buracos e um elétron. Essa quasipartícula é um pouco similar a um éxciton — que é um complexo constituído de um elétron e de um buraco —. O tríon tem um estado singleto base (spin=1/2) e um estado tripleto excitado (spin=3/2). Aqui, degenerações dos estados singleto e tripleto originam-se não do sistema inteiro, mas de duas partículas idênticas nesse sistema. O valor de spin semi-inteiro diferencia tríons de éxcitons em muitos fenômenos; por exemplo, estados de energia de tríons, mas não de éxcitons, são divididos em um campo magnético aplicado. Estados de tríons foram previstos teoricamente e, então, observados experimentalmente em diversos semicondutores opticamente excitados, especialmente em pontos quânticos e em estruturas de poços quânticos.